# Richard Lindzen
Richard Siegmund Lindzen (* 8. Februar 1940 in Webster, Massachusetts) ist ein US-amerikanischer Atmosphärenphysiker und Klimaskeptiker. Von 1983 bis zu seiner Emeritierung 2013 war er Professor für Meteorologie in der Abteilung für Erd-, Atmosphären- und Planetenwissenschaft am Massachusetts Institute of Technology (MIT). Zuvor war er an der University of Chicago (1967–1972) und an der Harvard University (1972–1983) tätig.

## Leben und Wirken
Ab 1965 verfasste er über 200 wissenschaftliche Publikationen im Bereich der Meteorologie und Klimatologie. Sein Schwerpunkt liegt auf der gegenseitigen Beeinflussung verschiedener Klimazonen und den den Planeten umlaufenden Rossby-Wellen. Lindzen hat auch zu Hadley-Zellen Forschung betrieben, einem wichtigen Mechanismus zum Transport von Wasserdampf und Energie in der Atmosphäre.
1969 wurde Lindzen mit der James B. Macelwane Medal ausgezeichnet und 1985 mit dem Jule G. Charney Award. 1977 wurde er sowohl in die American Academy of Arts and Sciences als auch in die National Academy of Sciences aufgenommen. 1970 wurde er Sloan Research Fellow.
Lindzen ist verheiratet und hat zwei Söhne.

## Bestreiten wissenschaftlicher Erkenntnisse

### Thesen zur globalen Erwärmung
Lindzen zählt zu den aktivsten klimaskeptischen Wissenschaftlern (Contrarians), die den menschengemachten Klimawandel bestreiten. Er geht zwar davon aus, dass die Menschheit die Menge an Treibhausgasen erhöhe, auch sei die Temperatur gestiegen. Jedoch seien die Unsicherheiten zu hoch, um einen direkten Zusammenhang zu belegen. In der von ihm im Jahr 2001 vorgestellten Iris-Hypothese vertrat Lindzen die Ansicht, die vorhandenen Klimamodelle würden die negative Rückkopplung durch vermehrte Wolkenbildung nicht ausreichend berücksichtigen. Die Abhängigkeit zwischen der Konzentration von Kohlenstoffdioxid (CO2) und der Temperatur würde überschätzt, generell die regulierende Rolle von Wasserdampf als mit über 60 % wichtigstem Treibhausgas heruntergespielt. Der Einfluss von CO2 liege bei 20 %, der anthropogene Anteil am weltweiten Ausstoß pro Jahr liege bei 3 %. Insgesamt würden nach Lindzen große Wissenslücken und Unsicherheiten in dem Forschungsbereich zugunsten griffiger und öffentlichkeitswirksamer Thesen mehr verdeckt als offengelegt. Mögliche anthropogene Effekte seien nach wie vor im Bereich der Messungenauigkeiten, Unsicherheiten bei Klimasimulationen würden eher und vereinfachend Spurengasen zugeordnet, anstatt zu versuchen, die – nach Lindzens Meinung entscheidenden – Mechanismen der Wolkenbildung nachzubilden.
Lindzen war längere Zeit Mitautor an wichtigen Teilen des IPCC-Berichts, insbesondere zur zentralen Rolle des Wasserdampfs, und hat den in dem Zusammenhang allgemein wie auch den speziell in der IPCC-Zusammenfassung für die Politik des dritten Sachstandsberichtes (2001) genannten wissenschaftlichen Konsens zum Klimawandel energisch bestritten. Viele andere Wissenschaftler, wie bereits Svante Arrhenius, gehen im Gegensatz zu Lindzen davon aus, dass der Wasserdampf in der Atmosphäre positiv rückgekoppelt sei. Schwankungen der Wasserdampfkonzentration würden durch die in geringerer Konzentration vorhandenen, aber wirksameren Treibhausgase (etwa anthropogenes CO2) verursacht.
Lindzen erhob den Vorwurf, dass die Mehrheit der Wissenschaftler den menschlichen Einfluss auf die globale Erwärmung vor allem aus Geltungsdrang für erwiesen halten würden. Es gehe vielmehr darum, eine früher eher am Rand befindliche Wissenschaft aufzuwerten und aufwendige Forschungsprojekte und Simulationsrechner im Zusammenhang mit Politikberatung zu finanzieren. Er trat in diesem Zusammenhang auch in Hearings des US-Senats auf wie später auch etwa in der umstrittenen Dokumentation The Great Global Warming Swindle.
Er stand bzw. steht in Verbindung mit drei Klimaleugnerorganisationen, die vom Ölkonzern ExxonMobil finanziert wurden, der Annapolis Center for Science Based Public Policy, dem Cato Institute und dem 2015 aufgelösten George C. Marshall Institute. Er ist ebenfalls Mitglied der CO2 Coalition, einer Klimaleugnerorganisation, die fordert, dass die Menschheit mehr Kohlendioxid ausstoßen sollte.
In einem Buchbeitrag setzte Lindzen den überwältigenden wissenschaftlichen Konsens zur dringenden Notwendigkeit der massiven Regulierung der Energienutzung und der Reaktion von Interessensgruppen und der Politik hierauf mit der seiner Meinung nach ähnlich gelagerten Situation der Eugenik um 1900 gleich, bei der wichtige Meinungsträger (z. B. Francis Galton, Alexander Graham Bell, George Bernard Shaw, Winston Churchill sowie Margaret Sanger) wie eine breite Weltöffentlichkeit der wissenschaftlichen Untermauerung damals politisch genehmer Thesen bedurften und diese von einer Vielzahl von Wissenschaftlern trotz entgegenlaufender Forschungsergebnisse auch geliefert bekamen.
Er verfasste gemeinsam mit Robert M. Carter, C. R. de Freitas, Indur M. Goklany und David Holland eine umfassende wissenschaftliche Kritik am so genannten Stern Review, in welcher die Genauigkeit und Vollständigkeit sowie die Objektivität des Berichts infrage gestellt werden.
Ross Geldspan schrieb über Lindzen, er sei „extrem widerspruchsfreudig“ und pflege „gelegentlich einen extrem obskurantistischen Stil“. Persönlich sei er eine „liebenswürdige und freundliche“ Person, aber auch „einer der ideologisch extremsten Menschen“, die ihm je begegnet seien. Hierfür führt er u. a. an, dass Lindzen in einem Gespräch behauptet habe, dass die Umweltbewegung „die gleichen verhaltens- und gruppendynamischen Merkmale wie das Nazi-Unwesen in der Weimarer Republik“ aufwiese, nur ohne Antisemitismus. Zudem habe er die Umweltbewegung mit der Eugenik-Bewegung Anfang der 1920er Jahre verglichen und erklärt, dass beide auf fehlerhafter Wissenschaft beruhten und zu destruktiver Politik führten.

### Thesen zum Tabakkonsum
Lindzen bestreitet ebenfalls die Gesundheitsgefahren, die durch den Konsum von Tabak entstehen. Unter anderem argumentiert er, dass es keine Gesundheitsschäden durch Passivrauchen und nur schwache Korrelationen zwischen Lungenkrebs und dem Zigarettenrauchen gebe.

## Kontakte zu Fossilenergieunternehmen
Ihm wird von Greenpeace von der Ölindustrie finanzierte Forschung vorgeworfen. Ross Gelbspan hält ihm in seinem Buch The Heat is On vor, er würde die Öl- und Kohleindustrie beraten. Im Juni 2016 wurden infolge des Insolvenzverfahrens des Kohlekonzerns Peabody Energy, der eine wichtige Rolle bei der organisierten Leugnung des Klimawandels spielte, Akten öffentlich, die belegen, dass das Unternehmen eine Vielzahl von klimaskeptischen Organisationen und Personen finanzierte. In diesem Zusammenhang wurde auch Lindzen genannt. Lindzen sagte für den Konzern als Zeuge vor Gericht über die sozialen Kosten des Kohlenstoffdioxidausstoßes aus, wofür er 30.000 US$ von Peabody erhielt. Lindzen nannte – von einem Gericht nach seinen Finanzierungsquellen gefragt – außerdem eine jährliche Zahlung von 25.000 US$ vom libertären, wirtschaftsnahen Cato Institute. Nach seiner Emeritierung war er von 2013 bis Ende der 2010er-Jahre „Distinguished Senior Fellow“ am Cato Institute.